# Epitola bella
Epitola bella är en fjärilsart som beskrevs av Schultze och Aurivillius 1910/11. Epitola bella ingår i släktet Epitola och familjen juvelvingar. Inga underarter finns listade i Catalogue of Life.